# Cellar Darling

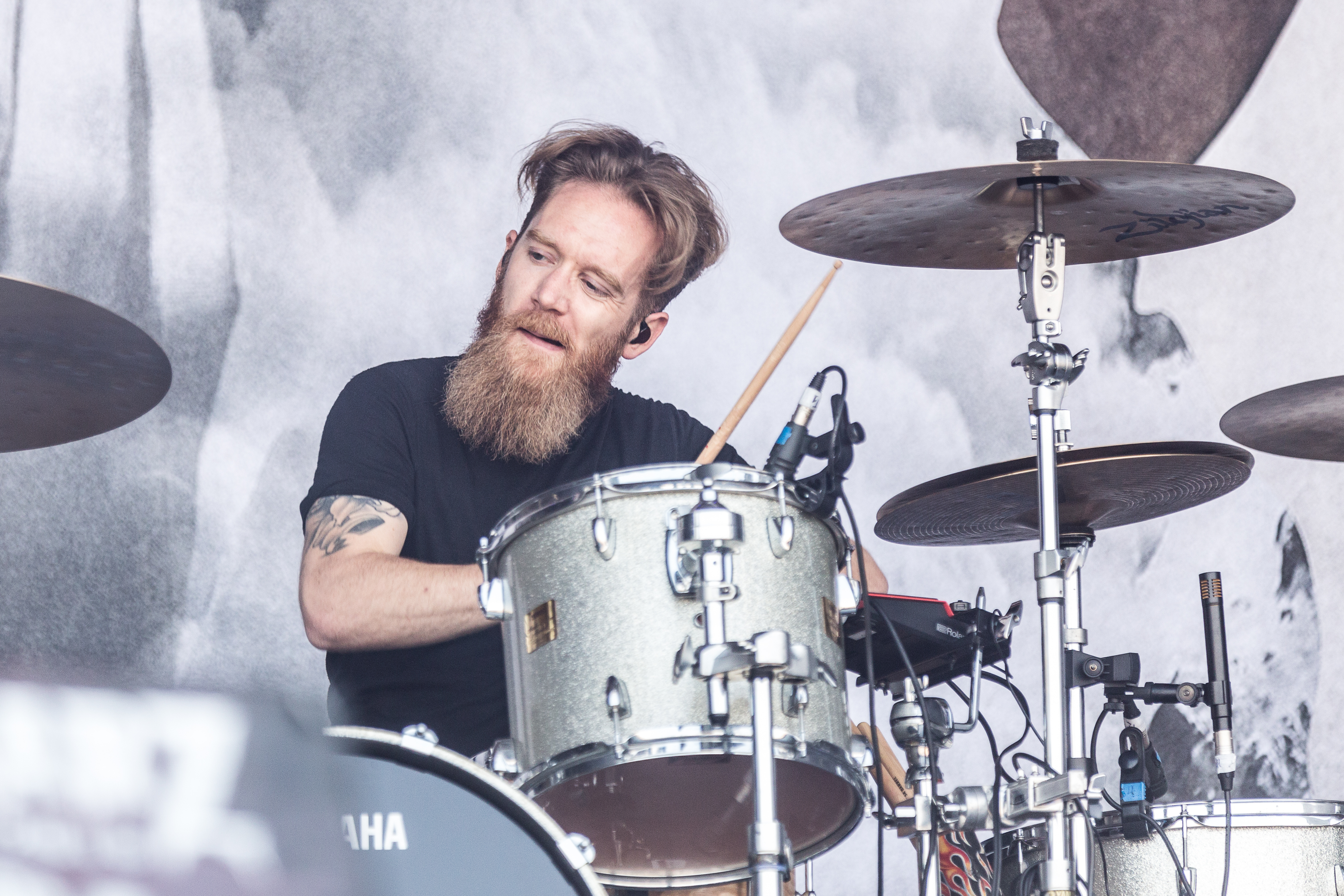
Baterista Merlin Sutter se apresentando no Rockharz Open Air 2018

Cellar Darling é uma banda Folk Progressivo de Winterthur e Lucerna, Suíça, fundada em 2016. O grupo foi formado por Anna Murphy (vocal, hurdy-gurdy, flauta), Merlin Sutter (bateria) e Ivo Henzi (guitarra e baixo). Cellar Darling incorpora influências de heavy metal, folk, música clássica e progressiva . Notavelmente, a banda usa um hurdy-gurdy (ou "viela de roda"), um antigo instrumento folclórico e uma flauta transversal . O trio já fazia parte da banda suíça de metal Eluveitie .
Em 6 de junho de 2016, Anna Murphy, Ivo Henzi e Merlin Sutter fundaram a banda após a separação da banda anterior Eluveitie . Em 23 de setembro de 2016, eles lançaram um single chamado "Challenge", juntamente com a faixa b "Fire, Wind & Earth". O single foi lançado junto com o videoclipe, que foi criado e dirigido pela própria banda. O Cellar Darling fez seus primeiros shows logo depois, em dezembro de 2016, apoiando a banda Amorphis em Zurique, na Suíça e a banda The Gentle Storm em Amsterdã, na Holanda .
Em janeiro de 2017, o trio anunciou sua assinatura para uma gravadora de metal alemã Nuclear Blast Records, e que seu primeiro álbum seria lançado pela gravadora no verão.
Em 4 de maio, foi anunciado que o primeiro álbum de Cellar Darling, This Is the Sound, seria lançado em 30 de junho de 2017.
O Cellar Darling lançou seu segundo single chamado "Black Moon" em 19 de maio de 2017, junto com um videoclipe. logo após, em 17 de junho de 2017, a banda lançou um terceiro single, "Avalanche". Ambos os videoclipes foram filmados em Tenerife.
O álbum de estreia foi lançado em 30 de junho de 2017, sendo amplamente elogiado pela crítica.
Em 2 de novembro de 2018, eles lançaram o primeiro single do álbum "Insomnia" O segundo álbum de Cellar Darling, The Spell, foi lançado em 22 de março de 2019.

## Membros
- Anna Murphy - vocal principal, hurdy-gurdy, flauta, sintetizadores (2016 – presente)
- Ivo Henzi - guitarras, baixo (2016 – presente)
- Merlin Sutter - bateria (2016 – presente)

### Músicos convidados
- Shir-Ran Yinon - violino (2016-2017, 2018)
- Brendan Wade - Uilleann pipes ("gaita irlandesa") (2016-2017)
- Fredy Schnyder - piano (2016-2017)

## Discografia
- This Is the Sound (2017)
- The Spell (2019)

### Singles
- "Challenge"[2]
- "Black Moon"[11]
- "Avalanche"[17]
- "Six Days"[18]
- "Insomnia"[15]

### Videoclipes
- Black Moon[19]
- Avalanche[17]
- Six days[18]
- Challenge[20]
- Insomnia[15]
- The Spell
- Death[21]
- Drown[22]